# Hey Hey
„Hey Hey” – singel włoskiego zespołu Radiorama wydany w 1986 roku przez wytwórnię Out Records. Utwór napisali Mauro Farina, Giuliano Crivellente i Simona Zanini. Nagranie oryginalnie pojawiło się jako bonus na stronie B niemieckiego maxi singla zawierającego remiks poprzedniego singla grupy („Desire”), dopiero nieco później piosenka została wydana na osobnym singlu, promując wydany w tym czasie album zespołu pt. Desires and Vampires.
W przeciwieństwie do swoich poprzedników („Chance to Desire” oraz „Desire”), singel nie odniósł sukcesu na listach przebojów.

## Lista utworów

### Wydanie na 12"[2]
A. „Hey Hey (Vocal Version)” – 5:55
B. „Desire (Remix)” – 6:00
- Oba nagrania w tych wersjach pojawiły się nieco wcześniej na niemieckim maxisinglu „Desire (Remix)”.
- Wersja (Remix) na stronie B pojawiła się w tym okresie również na promowanym przez singel albumie Desires and Vampires jako „Remix Of Desire”.

## Autorzy[3]
- Muzyka: Mauro Farina, Giuliano Crivellente
- Autor tekstów: Simona Zanini
- Śpiew: Mauro Farina, Clara Moroni
- Producent: Radiorama (Marco Bresciani, Paolo Gemma)